# Queen (바다의 노래)
Queen(퀸)은 가수 바다의 두 번째 싱글이다.

## 수록곡
1. Queen (V.I.P 2)
2. Allegro (feat. Mario)
3. Queen (Remix By 이정훈)